# Chandler Motor Car
La Chandler Motor Car è stata una casa automobilistica statunitense attiva dal 1913 al 1929 a Cleveland, nell'Ohio. Nel 1920 la Chalmers si posizionò all'ottavo posto assoluto tra i costruttori automobilistici statunitensi per numero di esemplari prodotti.

## Storia

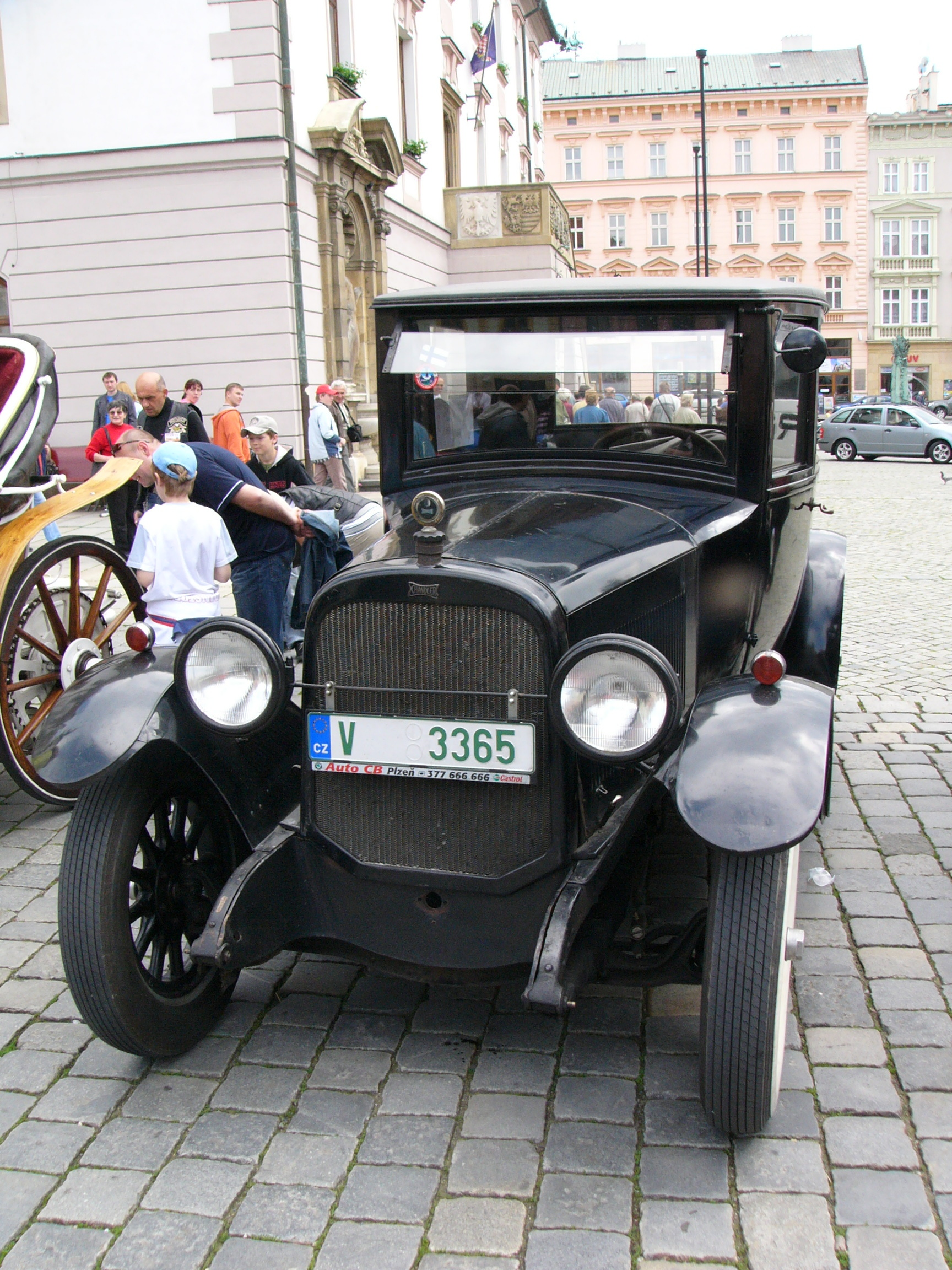
Una Chandler 19 coupé del 1919

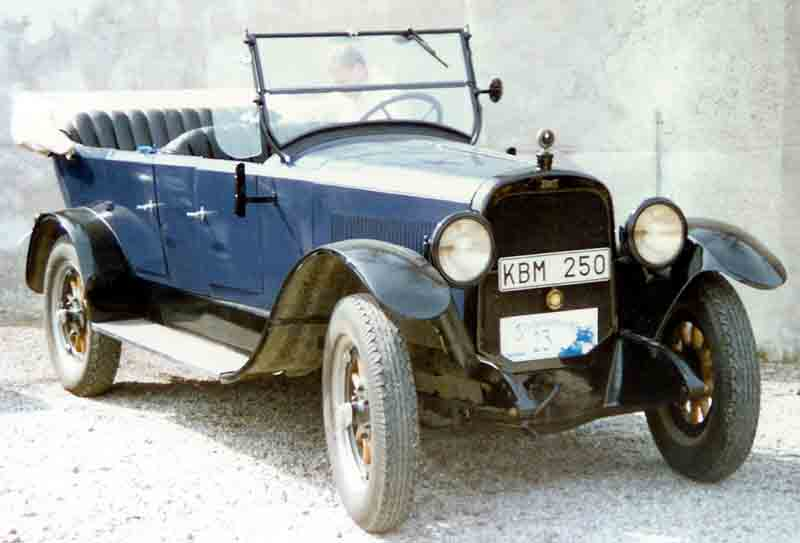
Una Chandler 19 turismo del 1919

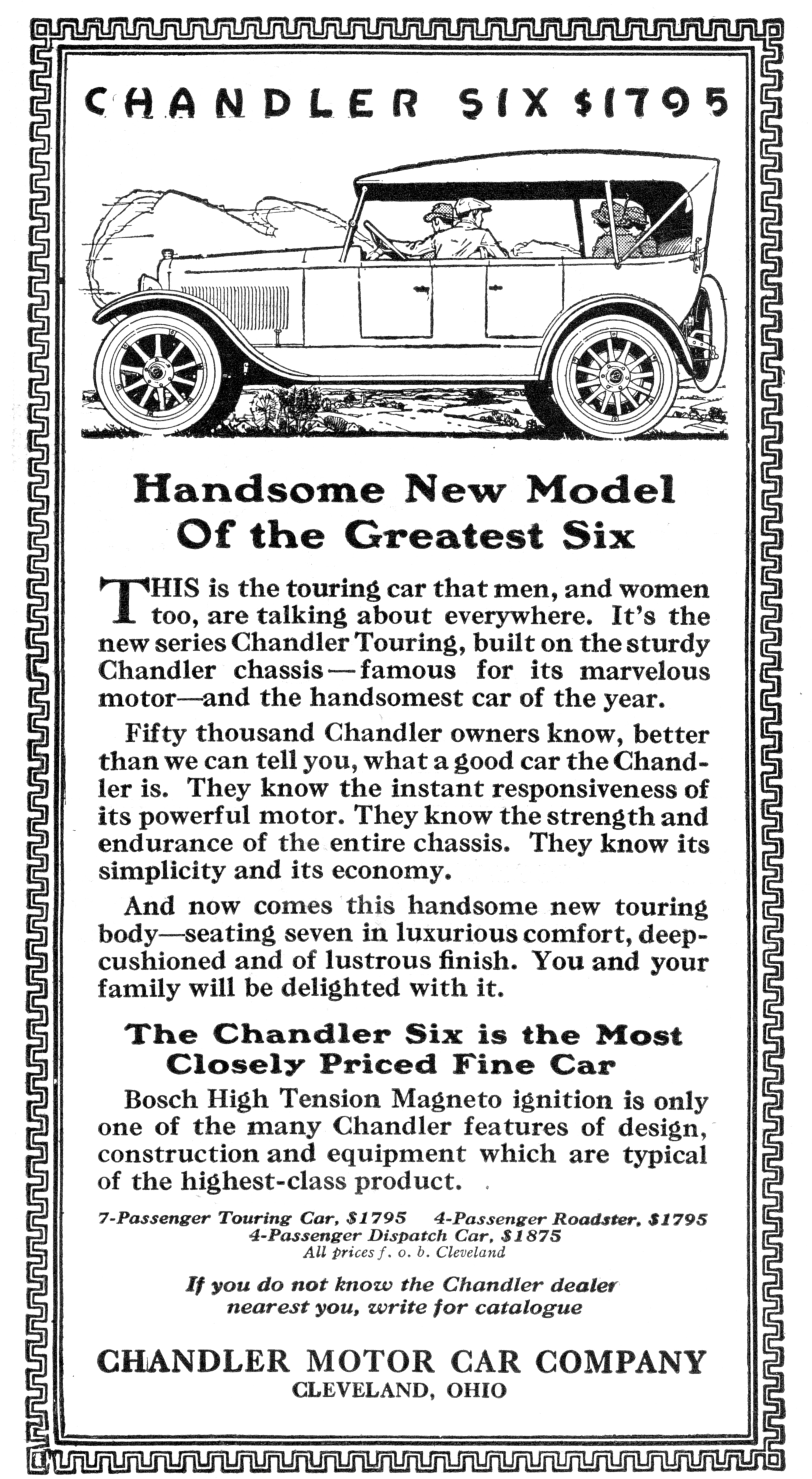
Manifesto pubblicitario Chandler del 1919

La Chandler è stata fondata nel 1913 da Frederick C. Chandler. Chandler, prima di fondare l'omonima azienda automobilistica, lavorava come designer alla Lozier Motor Company, una compagnia specializzata in auto di lusso. Diversi dirigenti della Lozier lasciarono poi quest'ultima per trasferirsi alla Chandler.
La Chandler si concentrò sulla produzione di auto medie di buona qualità. I modelli erano infatti indirizzati alla classe media statunitense. Le Chandler furono ben accolte dal mercato. Nel 1920 la gamma Chandler era formata da 6 modelli che erano in vendita ad un prezzo compreso tra i 1.995 ed i 3595 dollari. Come molti altri costruttori di auto medie, a metà degli anni venti la Chandler introdusse sui mercati un nuovo marchio, chiamato Cleveland, con cui erano commercializzati modelli economici.
Nel 1924 la Chandler lanciò sui mercati un nuovo tipo di trasmissione che migliorava la cambiata. Questo cambio prefigurò una trasmissione analoga della General Motors, la "Synchro-Mesh". Il telaio dei modelli Chandler era in legno, mentre il corpo vettura era fabbricato in acciaio. L'uso del legno causava però il deterioramento, nel giro di pochi decenni. della struttura portante. Per tale motivo sono pochi i modelli Chandler sopravvissuti fino al XXI secolo.
Il picco di esemplari prodotti fu toccato nel 1927. Dall'anno successivo iniziò il declino, che fu causato da alcuni investimenti sbagliati. Nel 1928, infatti, la Chandler si indebitò per un milione di dollari. Questa profonda crisi finanziaria portò poi alla chiusura dell'azienda nel 1929.

## Modelli prodotti
| Modello                         | Anni      | Motore                 | Potenza         | Passo          |
| ------------------------------- | --------- | ---------------------- | --------------- | -------------- |
| 14 / 15 / 16 / 17               | 1913-1917 | Sei cilindri in linea  | 27 CV (20 kW)   | 3.048-3.124 mm |
| 18 / 19 / 20                    | 1918-1920 | Sei cilindri in linea  | 30 CV (22 kW)   | 3.124 mm       |
| 21 / 22 / 23                    | 1921-1923 | Sei cilindri in linea  | 45 CV (33 kW)   | 3.124 mm       |
| 32-A / 33 / 35                  | 1924-1926 | Sei cilindri in linea  | 55 CV (40 kW)   | 3.124-3.150 mm |
| Standard Six / Special Six / 65 | 1927-1929 | Sei cilindri in linea  | 55 CV (40 kW)   | 2.769 mm       |
| Royal Eight / Royal 75          | 1927-1929 | Otto cilindri in linea | 75 CV (55 kW)   | 2.997 mm       |
| Big Six                         | 1927-1929 | Sei cilindri in linea  | 83 CV (61 kW)   | 3.150 mm       |
| Royal 85                        | 1929      | Otto cilindri in linea | 85 CV (62,5 kW) | 3.150 mm       |